# Scorpions Live in 3D
Scorpions Live in 3D ist eine Blu-ray Disc der Scorpions. Sie enthält einen Auftritt der letzten Tour der Band, der am 15. April 2011 in der Saarlandhalle von Saarbrücken aufgezeichnet wurde. Die dazugehörige Doppel-CD trägt den Titel Live 2011 – Get Your Sting and Blackout. Beide Trägermedien erschienen am 16. Oktober 2011 europaweit zunächst exklusiv bei Media Markt. Im Februar 2012 erschien die Blu-ray auch in den USA.

## Entstehungsgeschichte
Nachdem Rudolf Schenker in den Universal Studios Hollywood den Film Avatar in 3D gesehen hatte, verfolgte ihn der Wunsch, ein Konzert im 3D-Format aufzuzeichnen. Nachdem die Scorpions 2010 ihr Studioalbum Sting in the Tail veröffentlicht und ihre letzte Tournee angekündigt hatten, wurde die Idee im April 2011 realisiert. Mit einem Übertragungswagen zur Steuerung von zehn 3D-Kameras und einer zusätzlichen 3D-Handkamera wurde das Konzert von der Music-Delight GmbH aufgezeichnet. Die Regie übernahm Gerd F. Schultze. Die Aufnahmen erfolgten live und ohne vorherige Probe. Mit den 11 Eingesetzten 3D-Kameras stellte die Produktion einen neuen Rekord bei Live-Events auf, nie zuvor wurden so viele 3D-Kameras eingesetzt.
Die Scorpions kooperierten für die Produktion unter anderem mit dem Fraunhofer Heinrich-Hertz Institut.
Der 3D-Effekt wird über eine beigelegte 3D-Brille erzielt. Zusätzlich wurde ein 35-minütiges Making-of beigefügt. Der Ton ist sowohl als normaler Stereo-, als auch als Surround-Sound anwählbar.

## Setliste
1. Intro – 1:48
2. Sting in the Tail – 3:27
3. Make It Real – 3:37
4. Bad Boys Running Wild – 3:51
5. The Zoo – 5:50
6. Coast to Coast (Instrumental) – 5:12
7. Loving You Sunday Morning – 4:03
8. The Best Is Yet to Come – 5:48
9. Send Me an Angel – 3:50
10. Holiday – 6:22
11. Raised on Rock – 4:03
12. Tease Me, Please Me – 5:23
13. Dynamite – 4:00
14. Kottak Attack (instrumental) – 6:49
15. Blackout – 3:52
16. Six String Sting (Instrumental) – 3:00
17. Big City Nights – 7:04
18. Still Loving You – 6:02
19. Wind of Change – 5:05
20. Rock You Like a Hurricane – 6:47
21. When the Smoke Is Going Down – 3:00

Titel 1–17 sind Teil der normalen Setlist. Die Lieder 18–21 sind die Zugaben des Konzerts. Bei der CD-Version sind die Lieder 1–11 auf der ersten CD und die restlichen Lieder auf der zweiten CD zu finden.

## Rezeption
Jens Peters vom Rock Hard bezeichnete die Blu-Ray als empfehlenswert. Bild und Ton seien „ausgezeichnet“. Der einzige Kritikpunkt sei „die ständige Ausleuchtung der Bühne mit sehr hellem, weißem Licht, was zu Lasten der Atmosphäre [gehe], aber vermutlich technisch nicht anders umzusetzen“ wäre.

## Daten der Blu-Ray-Version
- Kopierschutz: ja
- Video: MVC1080/24p
- FSK-Freigabe: ab 0 Jahren
- Bildformat: 16:9
- TV-Norm: PAL
- Tonformate: 5.1 DTS-HD Master Audio, 2.0PCM